# Polymeria pusilla
Polymeria pusilla är en vindeväxtart som beskrevs av Robert Brown. Polymeria pusilla ingår i släktet Polymeria och familjen vindeväxter. Inga underarter finns listade i Catalogue of Life.